# Régiment de Navarre
Il Régiment de Navarre fu un reggimento di fanteria del Regno di Francia.
Il reggimento fu uno dei "Six Grands Vieux", i sei reggimenti di più antica formazione dell'Esercito francese: le sue origini risalivano infatti alle Bandes de Guyenne, un'unità di baschi e guasconi di fede protestante reclutata nel 1480 circa nella regione del fiume Garonna, trasformata nel 1558 in reggimento del Regno di Francia. Nel 1562 il reggimento divenne la guardia personale del re Enrico III di Navarra, assumendo nel 1568 la designazione di Régiment des Gardes du Roi de Navarre; dopo che Enrico assunse la corona francese come re Enrico IV di Francia, nel 1594 il reggimento assunse quindi la designazione di Régiment de Navarre poi mantenuta stabilmente nel corso dei secoli seguenti.
Il reggimento prese parte a tutte le principali guerre europee combattute dal Regno di Francia nella sua storia, dalle guerre di religione francesi alla guerra dei trent'anni, dalla guerra di successione spagnola alla guerra di successione austriaca e alla guerra dei sette anni. Dopo la Rivoluzione francese e a seguito della riorganizzazione del vecchio esercito regio, nel 1791 il reggimento fu ridesignato 5e régiment d'infanterie continuando a esistere con questa designazione fino al 1997.